# Bonifacio (Misamis Occidental)
Bonifacio (Bayan ng Bonifacio) är en kommun i Filippinerna. Kommunen ligger på ön Mindanao, och tillhör provinsen Misamis Occidental. Folkmängden uppgår till 27 810 invånare.

## Barangayer
Bonifacio är indelat i 28 barangayer.
| - Bag-ong Anonang - Bagumbang - Baybay - Bolinsong - Buenavista - Buracan - Calolot - Dimalco - Dullan - Kanaokanao - Liloan - Linconan - Lodiong - Lower Usugan | - Mapurog (Migsale) - Migpange - Montol - Pisa-an - Poblacion (Centro) - Remedios - Rufino Lumapas - Sibuyon - Tangab - Tiaman - Tusik - Upper Usogan - Demetrio Fernan - Digson |